# Gran Premio de la India de Motociclismo
El Gran Premio de la India de Motociclismo fue una carrera de motociclismo de velocidad que se disputó el Temporada 2023 de MotoGP.
Ideada por primera vez para disputarse en la temporada 2013en el Circuito Internacional de Buddh conjuntamente con el Campeonato del Mundo de Superbikes no se realizaron y fueron ambos cancelados.
Tras ser anunciado de nuevo durante 2022 para acoger un Gran Premio en el futuro, esto se sucedió en 2023 con Marco Bezzecchi como ganador de la carrera de MotoGP. A pesar de que se esperaba que se disputase también en los siguientes años, la edición de 2024 fue cancelada y no se correrá en 2025 esperando un posible regreso en 2026.

## Ganadores

### Por año
| Año  | Circuito | Moto3       | Moto3       | Moto2        | Moto2       | MotoGP          | MotoGP      |
| Año  | Circuito | Piloto      | Constructor | Piloto       | Constructor | Piloto          | Constructor |
| ---- | -------- | ----------- | ----------- | ------------ | ----------- | --------------- | ----------- |
| 2023 | Buddh    | Jaume Masiá | Honda       | Pedro Acosta | Kalex       | Marco Bezzecchi | Ducati      |